# Бартоломео III Гизи
Бартоломео III Гизи (Bartolomeo III Ghisi) (ум. до 24 июля 1390) — триарх южной части Эвбеи, сеньор Микеноса и Тиноса.
Сын Джорджо II Гизи (ум. 1345 или 1352) и доньи Симоны Фадрике де Арагон. До 1358 г. находился под опекой матери.
В 1383 г. был убит Никколо III далле Карчери — герцог Наксоса и триарх двух других частей Эвбеи. Бартоломео III Гизи как родственник покойного предъявил права на эвбейскую часть наследства.
Приблизительно в то же время князь Мореи и титулярный император Константинополя Жак де Бо продал Венеции право сюзеренитета над Негропонтом, поэтому дело рассматривалось в республиканском Сенате. Решение было вынесено 22 июня 1385 года. Степень родства Бартоломео III Гизи с Николо далле Карчери была объявлена недостаточной для наследования. В виде частичной компенсации его включили в состав Большого Совета Венеции.
Бартоломео III Гизи был женат на Теодоре Асанина. Их сын Джорджо Гизи, умерший в 1390 году, завещал свои владения Венеции. К ней же перешла вдовья часть Теодоры Асанина после её смерти в мае 1398 года. Таким образом, во власти Венеции оказалась вся Эвбея.